# 中村氏
中村氏，日語訓讀音為なかむらし，是日本的一個氏族、大姓。是全日本排名第八大姓氏。現在中村氏在日本全国佔有25萬個家庭以上（100万人以上）。

## 起源
1. 通常是居住在郡與日本荘園中心村落地帶所居住的家戶居民，被稱為中村家。
2. 出自源、平、藤、橘等貴族姓氏。

## 現代人物
- 中村春菊，日本女性BL漫畫家。
- 中村俊介，（1975年2月16日 - ），日本演員。
- 中村明日美子，（1979年1月5日－）神奈川縣出身，日本女性漫畫家。
- 中村悠一，（1980年2月20日－）香川縣出身，日本男性聲優、旁白。
- 中村優一，（1987年10月8日－）神奈川縣橫濱市出身，前日本演員。2012年九月底退出演藝圈。
- 中村靜香，（1988年9月9日－）京都府宇治市出身，日本女藝人
- 中村舞子（日语：中村舞子），（1991年6月15日-）日本女性歌手。
- 中村一葉,  （2003年8月9日)  韓國音樂女子組合LE SSERAFIM 成員。

## 関連項目
- 中村で始まる記事の一覧